# Episodi di Letter to Loretta (quarta stagione)
La quarta stagione della serie televisiva Letter to Loretta (poi The Loretta Young Show) è andata in onda negli Stati Uniti dal 26 agosto 1956 al 26 maggio 1957 sulla NBC.
| nº | Titolo originale         | Prima TV USA      |
| -- | ------------------------ | ----------------- |
| 1  | Double Partners          | 26 agosto 1956    |
| 2  | The Question             | 2 settembre 1956  |
| 3  | Saigon                   | 9 settembre 1956  |
| 4  | Little League            | 16 settembre 1956 |
| 5  | Incident in Kawi         | 23 settembre 1956 |
| 6  | Now a Brief Word         | 29 settembre 1956 |
| 7  | The Years Between        | 7 ottobre 1956    |
| 8  | New Slant                | 14 ottobre 1956   |
| 9  | Goodbye, Goodbye         | 21 ottobre 1956   |
| 10 | The Great Divide         | 28 ottobre 1956   |
| 11 | Take Care of My Child    | 4 novembre 1956   |
| 12 | The End of the Week      | 11 novembre 1956  |
| 13 | Inga IV                  | 18 novembre 1956  |
| 14 | Rhubarb in Apartment B-7 | 2 dicembre 1956   |
| 15 | Somebody Else's Dream    | 9 dicembre 1956   |
| 16 | Three and Two, Please    | 16 dicembre 1956  |
| 17 | Imperfect Balance        | 30 dicembre 1956  |
| 18 | Queen Nefertiti          | 6 gennaio 1957    |
| 19 | My Favorite Monster      | 13 gennaio 1957   |
| 20 | Miss Ashley's Demon      | 27 gennaio 1957   |
| 21 | The Bad Apple            | 3 febbraio 1957   |
| 22 | Tension                  | 17 febbraio 1957  |
| 23 | Wedding Day              | 24 febbraio 1957  |
| 24 | Louise                   | 10 marzo 1957     |
| 25 | Emergency                | 24 marzo 1957     |
| 26 | The Room Next Door       | 31 marzo 1957     |
| 27 | So Bright a Light        | 7 aprile 1957     |
| 28 | Rummage Sale             | 14 aprile 1957    |
| 29 | Legacy                   | 21 aprile 1957    |
| 30 | The Man on Top           | 28 aprile 1957    |
| 31 | The Countess             | 5 maggio 1957     |
| 32 | A Mind of Their Own      | 12 maggio 1957    |
| 33 | Royal Partners: Part 1   | 19 maggio 1957    |
| 34 | Royal Partners: Part 2   | 26 maggio 1957    |

## Double Partners
- Prima televisiva: 26 agosto 1956

### Trama
- Guest star: Loretta Young (Ruth Baxter), Bruce Cowling (Austin Baxter), James Anderson (Will Mullen), Ross Elliott (sergente Tuttle), Addison Richards (Leonard Craigle), Daniel DeJong (Planchek)

## The Question
- Prima televisiva: 2 settembre 1956
- Diretto da: Richard Morris
- Scritto da: Richard Morris

### Trama
- Guest star: Loretta Young (Margaret Channing), Craig Stevens (Phillip Channing), Rhys Williams (professore Green), Bucko Stafford (Terry), Joan Stadlow (Millie), Helen Mayon (Hostess)

## Saigon
- Prima televisiva: 9 settembre 1956

### Trama
- Guest star: Loretta Young (Kim Collet), Steve Forrest (Mark Carter), Renee Godfrey (Andree Chartaud), Donald Randolph (Paul Morel), Bruce Wendell (colonnello Reynaud)

## Little League
- Prima televisiva: 16 settembre 1956

### Trama
- Guest star: Loretta Young (Helen Seaton), Tommy Kirk (Mark Seaton), Mabel Albertson (Mert Seaton), Ray Ferrell (Petey Seaton), Michael Garrett (Tyler)

## Incident in Kawi
- Prima televisiva: 23 settembre 1956

### Trama
- Guest star: Vanessa Brown (Miss Finney), Dan O'Herlihy (Dave Hardy), Frederic Worlock (Blenning), George Pelling (ufficiale Tuttle), Paul Playdon (Clarence)

## Now a Brief Word
- Prima televisiva: 29 settembre 1956
- Diretto da: Norman Foster
- Scritto da: Lowell S. Hawley

### Trama
- Guest star: Loretta Young (Penny Evans), Mike Connors (Al Kiner), John Eldredge (Grady Smith), Raymond Greenleaf (Jake Alberts), Howard Wright (Ray Taylor)

## The Years Between
- Prima televisiva: 7 ottobre 1956
- Diretto da: John Newland
- Scritto da: Pauline Stone

### Trama
- Guest star: Loretta Young (Laura Macklin), John Newland (Jim Macklin), Ann Doran (Ginny Tucker), Ross Elliott (Ned Tucker), Rachel Ames (Alice Fuller), Addison Richards (Abbott)

## New Slant
- Prima televisiva: 14 ottobre 1956

### Trama
- Guest star: Rod Cameron (Warren), Lee Bowman (John Kennedy)

## Goodbye, Goodbye
- Prima televisiva: 21 ottobre 1956

### Trama
- Guest star: Loretta Young (Catherine Harding), John Newland (Peter Lord), Erik Nielsen (Graham Harding), Judy Short (Sarah Harding), Linda Cunningham (Betsy Harding)

## The Great Divide
- Prima televisiva: 28 ottobre 1956

### Trama
- Guest star: Loretta Young (Mabel McAfee), Evelynne Eaton (Liz), Lee Goodman (Fred Albright), Charles Herbert (Tommy), Renny McEvoy (Bill), Earl Robie (Bill Jr.)

## Take Care of My Child
- Prima televisiva: 4 novembre 1956

### Trama
- Guest star: Betty Field (Frances Palmer), Hugh Beaumont (Chris Palmer), John Doucette (Jim O'Malley), Beverly Washburn (Lillian O'Malley)

## The End of the Week
- Prima televisiva: 11 novembre 1956
- Diretto da: John Newland
- Scritto da: Pauline Stone
- Soggetto di: Virginia Chase

### Trama
- Guest star: Loretta Young (Audrey Curtis), Don Megowan (Hank Curtis), Johnny Crawford (Freddie), Mira McKinney (Mrs. Forbes), Tina Thompson (Sally)

## Inga IV
- Prima televisiva: 18 novembre 1956

### Trama
- Guest star: Loretta Young (Inga Helborg), Robert Fortier (Tom Roberts), Donald Murphy (Ben Cabot), Maurice Manson

## Rhubarb in Apartment B-7
- Prima televisiva: 2 dicembre 1956

### Trama
- Guest star: Ricardo Montalbán (Joe Martinez), William Allyn (Herbert Knowlton), Johnny Crawford (Arthur Mullen), Ray Ferrell (Wendell Mullen), Patricia Hardy (Abby Mullen)

## Somebody Else's Dream
- Prima televisiva: 9 dicembre 1956
- Diretto da: Norman Foster
- Scritto da: Pauline Stone
- Soggetto di: Robert Craig

### Trama
- Guest star: Loretta Young (Janice Hite), Mark Roberts (Greg Hite), Jimmy Baird (Mickey), Lewis Martin (Weldon), Bing Russell (Jim Murphy), Amzie Strickland (Gladys), Judy Short (Mary)

## Three and Two, Please
- Prima televisiva: 16 dicembre 1956
- Diretto da: Richard Morris
- Scritto da: Richard Morris

### Trama
- Guest star: Loretta Young (Sorella Ann), Eugène Martin (Guermo), Carroll McComas (Sorella Veronica), Ted Stanhope (dottor Morris), Hope Summers (infermiera O'Brien), Vaughn Taylor (Atherton), Pat Lawless (padre Whelan), Rachel Ames (infermiera Holste)

## Imperfect Balance
- Prima televisiva: 30 dicembre 1956
- Diretto da: Richard Morris
- Scritto da: Fred Schiller, Pauline Stone
- Soggetto di: Heinrich Böll

### Trama
- Guest star: Loretta Young (Gerda Freuling), Ralph Clanton (Franz Balek), Sarah Padden (Frau Lang), Michael Winkelman (Hansie Lang), Mary Carroll (Bertha)

## Queen Nefertiti
- Prima televisiva: 6 gennaio 1957
- Diretto da: Richard Morris
- Scritto da: Richard Morris

### Trama
- Guest star: Loretta Young (Nefertiti), Lawrence Dobkin (Akhenaton), Robert Fortier (generale), Robert Warwick (Zozer), Ken Remo (Thutmose)

## My Favorite Monster
- Prima televisiva: 13 gennaio 1957

### Trama
- Guest star: Loretta Young (Madge McEvoy), John Newland (Victor McEvoy), Sandy Descher (Jamie McEvoy)

## Miss Ashley's Demon
- Prima televisiva: 27 gennaio 1957
- Diretto da: Richard Morris
- Scritto da: Richard Morris

### Trama
- Guest star: Loretta Young (Penelope Ashley), Richard Garland (Randolph Kirk), Vaughn Taylor (Butler), Ruby Goodwin (Etta Mae), Sheila James Kuehl (Mary)

## The Bad Apple
- Prima televisiva: 3 febbraio 1957

### Trama
- Guest star: Lee Bowman (Jack Burton), Bobby Diamond (Lowell), Regis Toomey (Henry Herman), Howard Petrie

## Tension
- Prima televisiva: 17 febbraio 1957
- Diretto da: John Newland
- Scritto da: William Bruckner
- Soggetto di: Maye Frank Grissette, Florence Zollicoffer

### Trama
- Guest star: Loretta Young (Ellie Winters), John Newland (Steve Winters), Jack Diamond (Tommy Whittaker), Vaughn Taylor (Pete Whittaker)

## Wedding Day
- Prima televisiva: 24 febbraio 1957
- Diretto da: Richard Morris
- Scritto da: Pauline Stone
- Soggetto di: Beulah Stevens

### Trama
- Guest star: Loretta Young (Muriel Vail), Lewis Martin (Frederick Vail), Carol Veazie (Jessica Vail), Peter Damon (Kenneth), Oliver McGowan (dottor Severn)

## Louise
- Prima televisiva: 10 marzo 1957

### Trama
- Guest star: Viveca Lindfors (Louise Reynal), Herbert Marshall (Bo Barrett), Frances Mercer (Mrs. Lee), Norma Varden (Mrs. Masters), Tristram Coffin (Lee), John Banner (Hans)

## Emergency
- Prima televisiva: 24 marzo 1957

### Trama
- Guest star: John Ericson (Roy Hendricks), Anna Maria Alberghetti (Julie Hendricks), Tristram Coffin (Thompson), Norma Varden (Head Nurse)

## The Room Next Door
- Prima televisiva: 31 marzo 1957
- Diretto da: Richard Morris
- Scritto da: Richard Morris
- Soggetto di: Richard Morris, Lucy Goodrich

### Trama
- Guest star: Loretta Young (Miss Ryan), Richard Garland (David Marshall), Jesslyn Fax (Mrs. Connors)

## So Bright a Light
- Prima televisiva: 7 aprile 1957
- Diretto da: John Newland
- Scritto da: Lowell S. Hawley

### Trama
- Guest star: Loretta Young (Gretchen Brock-Miller), Ross Elliott (Bill Stevens), Eric Feldary (Eric Laszlo), Ann Morrison (Edith Gary), Albert Szabo (Josef Fekete)

## Rummage Sale
- Prima televisiva: 14 aprile 1957

### Trama
- Guest star: Mark Roberts (Carl Pooler), Margaret Field (Mary Murphy), Jan Sterling (Lucia), Myra Marsh (Mrs. Abernathy)

## Legacy
- Prima televisiva: 21 aprile 1957
- Diretto da: John Newland
- Scritto da: Pauline Stone

### Trama
- Guest star: Loretta Young (Martha), John Newland (Robert Gray), Walter Kingsford (James Hughes), Tita Purdom (Alice Gray), Mary Ker (Young Alice)

## The Man on Top
- Prima televisiva: 28 aprile 1957

### Trama
- Guest star: Ricardo Montalbán (Angelo Pellegrini), Harry Townes (Bill Garvey), Harry Arnie (Alberto), Clark Howat (Mark Wilcox), Maurice Manson (Fred Collum)

## The Countess
- Prima televisiva: 5 maggio 1957

### Trama
- Guest star: Loretta Young (contessa), Lawrence Dobkin (generale), Watson Downs (zio Paul), Kay Miller (Marinka), Ken Osmond (Peter)

## A Mind of Their Own
- Prima televisiva: 12 maggio 1957
- Diretto da: Richard Morris
- Scritto da: Richard Morris
- Soggetto di: Ruth Roberts, Helen Garnell

### Trama
- Guest star: Loretta Young (Allison Bainworth), Murray Hamilton (Mike Finn), Judy Morris (Beatrice Crump), Ludwig Stossel (professore), Thurston Hall (giudice), Frances Mercer (Mrs. Forsythe), Gail Bonney (Teresa)

## Royal Partners: Part 1
- Prima televisiva: 19 maggio 1957
- Diretto da: Richard Morris
- Scritto da: Richard Morris

### Trama
- Guest star: Loretta Young (Edie Royal), Robert Fortier (Willie Royal), Oliver McGowan (dottor Jordan), Ann Morrison (Mrs. Palmer), Edward Platt (Henry), Maidie Norman (Flora)

## Royal Partners: Part 2
- Prima televisiva: 26 maggio 1957
- Diretto da: Richard Morris
- Scritto da: Richard Morris

### Trama
- Guest star: Loretta Young (Edie Royal), Robert Fortier (Willie Royal), Oliver McGowan (dottor Jordan), Ann Morrison (Mrs. Palmer), Edward Platt (Henry), Maidie Norman (Flora)